# Zuccone

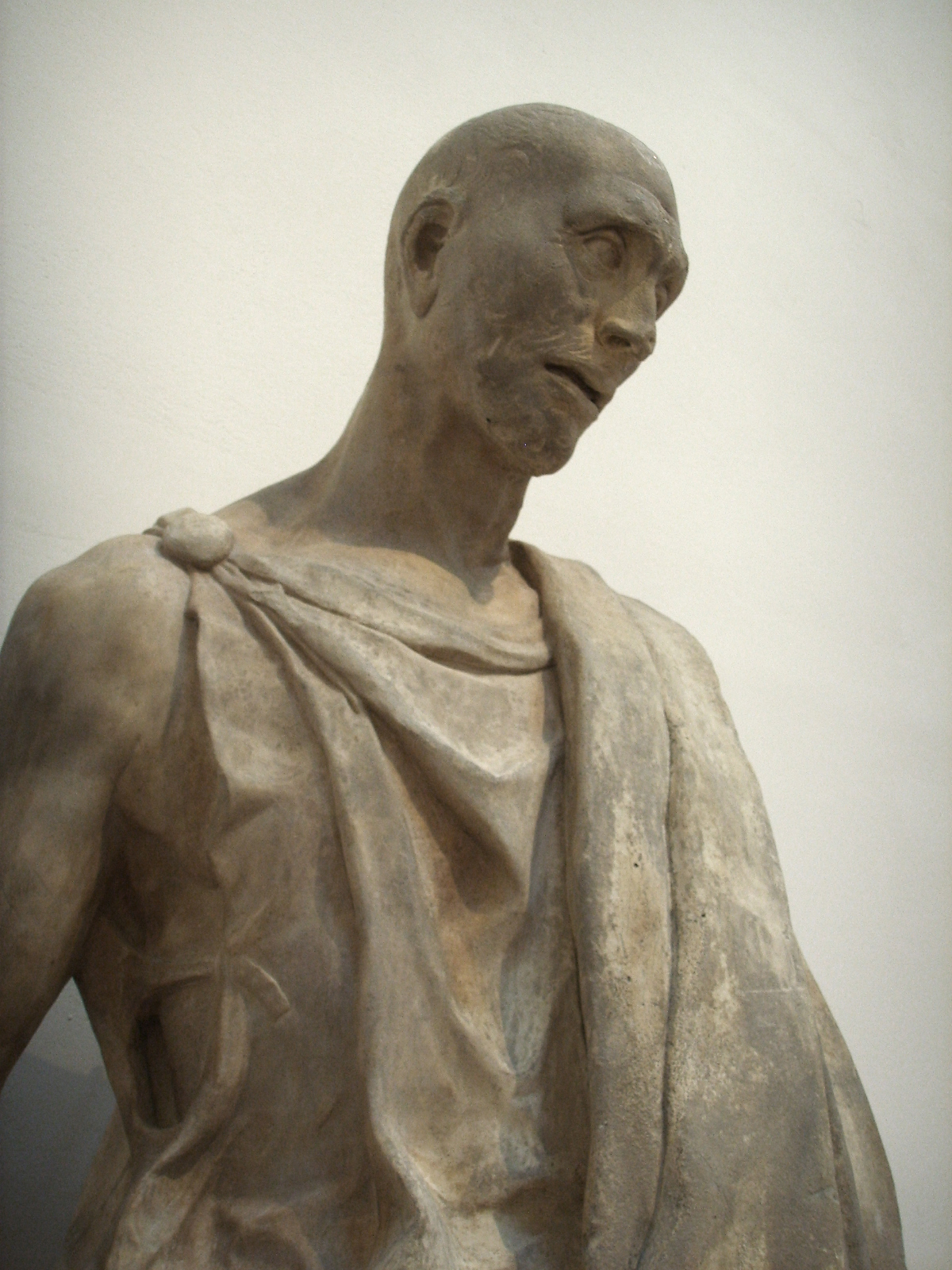
Dettaglio

Lo Zuccone è il nome popolare della statua del Profeta Abacuc di Donatello, proveniente dalle nicchie del terzo ordine del Campanile di Giotto e risalente al 1423-1435. È in marmo bianco a grandezza naturale (195x54x38 cm) ed è oggi conservata nel Museo dell'Opera del Duomo di Firenze.

## Storia
Il profeta Abacuc è così poco idealizzato, con tratti somatici irregolari e capelli tagliati quasi a zero, che i fiorentini gli attribuirono il nome di "Zuccone". Le statue di questo lato furono le ultime quattro ad essere scolpite tra il 1420 e il 1435 ed erano destinate originariamente al lato nord, quello meno visibile perché vicino alla parete della cattedrale. A lavori ultimati gli Operai del Duomo furono così soddisfatti delle opere che le collocarono nel lato ovest, il più importante poiché parallelo alla facciata, spostando quelle più antiche di Andrea Pisano e bottega. Con l'anticipo di 22 fiorini ricevuto per l'opera Donatello pagò le sue tasse arretrate. 
Le altre tre statue su questo lato sono un Profeta, già identificato con san Giovanni Battista, di Nanni di Bartolo (1425 circa, la firma di Donatello sulla base è sicuramente posteriore), il Profeta Geremia sempre di Donatello (1427-1435) e Abdia di Nanni di Bartolo (1422 circa).
Vasari nelle  Vite ricorda come nello Zuccone fosse ritratto un avversario dei Medici, tale Giovanni Chiericini che era diventato ricco dal nulla ed era morto a Firenze nel 1416. Vasari riporta anche vari aneddoti sulla statua come quello che Donatello fosse solito giurare su di essa, come si giura sulla cosa più cara, o come il fatto che la invitasse spesso a parlare: un topos legato ai grandi capolavori della scultura, secondo il quale ad essi non manchi che la parola per esser vive, a causa dallo straordinario realismo.
Le statue delle nicchie vennero trasferite nel museo nel 1937 e sostituite all'esterno da copie. Annerite dagli agenti atmosferici sono tuttora in corso di pulizia a restauro. Lo Zuccone è tra quelle già restaurate.

## Descrizione e stile
Il soggetto della statua non è identificato con certezza assoluta, complice un possibile scambio di posizione con il Geremia in epoca imprecisata. I nomi delle due statue si sono però ormai indissolubilmente legati ad esse nel corso dei secoli, rendendo la questione secondaria. Inoltre l'iconografia di Abacuc è quella di un vecchio, mentre il Geremia appare di mezza età. L'opera è firmata sulla base Opus Donatelli.
Abacuc è forse la statua meglio riuscita di tutta la serie del campanile, annoverata tra i capolavori di Donatello e della scultura rinascimentale in generale. Rispetto alle precedenti opere di Donatello (come le tre statue sul lato est), si notano un forte naturalismo e una significativa intensificazione espressiva.
Il profeta è ritratto calvo (da cui il nome popolare) e di una magrezza ascetica, con una lunga tunica che gli cade dalla spalla sinistra e che crea profonde pieghe verticali, anti-classiche perché non aderiscono al corpo, e che sottolineano la maestosità della figura ma anche il suo tormento interiore. La bocca semiaperta, gli occhi incavati e profondi e la calvizie penetrano la fisionomia del soggetto, superando con un intenso realismo qualsiasi notazione grottesca. Lo sguardo è intenso e rivolto verso il basso, dove cioè si trovavano gli spettatori ideali dell'opera, la cui nicchia si trovava a notevole altezza.